# Herz-Jesu-Kirche (Lienz)

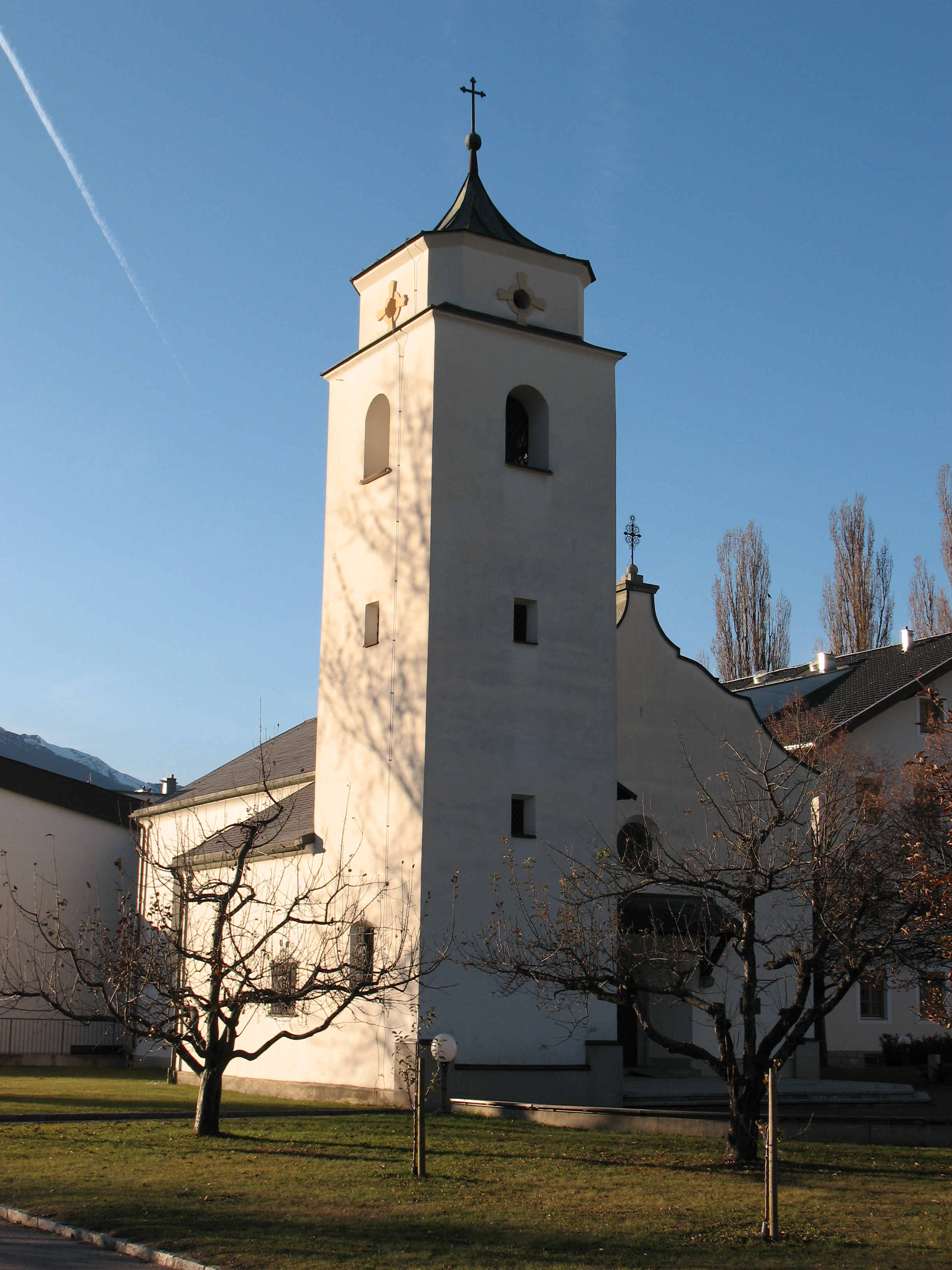
Südostansicht

Die Herz-Jesu-Kirche in Lienz ist eine Filialkirche der Lienzer Stadtpfarre St. Andrä. Die Kirche wurde nach Plänen von Albert Bermoser errichtet und 1950 dem Herz Jesu geweiht. Sie ist der Landwirtschaftlichen Landeslehranstalt im Ortsteil Peggetz, Josef-Müller-Straße, angeschlossen und liegt inmitten der Schul- und Verwaltungsgebäude. 

## Geschichte
Die Planungen für die Herz-Jesu-Kirche gehen auf das Jahr 1936/37 zurück, als das Schulgebäude der Landwirtschaftlichen Landeslehranstalt errichtet wurde. Bereits zu diesem Zeitpunkt war auch der Bau einer Kapelle geplant, allerdings konnte dieser erst nach dem Zweiten Weltkrieg realisiert werden. Nachdem im Oktober 1945 der Beschluss zum Bau der Kirche gefallen war, erfolgte am 6. Juni 1946 die Genehmigung durch die Apostolische Administratur. Nachdem Pläne der Architekten Peter Hassbacher bzw. Solheid verworfen worden waren, erhielt der Architekt Albert Bermoser aus Innsbruck die Planung der Kirche übertragen. Allerdings wurde erst der dritte Vorschlag Bermosers realisiert. Nach der Grundsteinlegung am 16. Juni 1946 verlief die Bauzeit auf Grund von Geldmangel über mehrere Jahre. So konnte die Weihe der Kirche erst am 12. November 1950 durch den Innsbrucker Bischof Paulus Rusch erfolgen. 
Im Jahr 2000 wurde die Kirche renoviert, wobei im Zuge dieser Arbeiten der Chorraum umgestaltet wurde.

## Baubeschreibung
Bei der Herz-Jesu-Kirche handelt es sich um einen nach Westen orientierten, vierjochigen Langbau mit Satteldach, geschwungener Giebelfassade und eingezogenem Rechteckchor. Äußerlich erhielt die Fassade und der Kirchturm dabei eine barockisierende Gestaltung, obwohl der Bau erst in den 1940er Jahren errichtet wurde. Die Kirche verfügt zudem über einen nordseitigen Sakristeianbau. Der Zugang in die Kirche wird durch ein Rundbogenportal mit Granitlaibung ermöglicht, wobei der Eingangsbereich durch ein schindelgedecktes Pultdach geschützt ist. Der Kirchturm verfügt über rundbogige Schallöffnungen, eine eingezogene Laterne sowie ein geschwungenes Zeltdach. Zudem ist er von Kugel und Kreuz bekrönt, auch die geschwungene Giebelfassade verfügt über ein reich geschmücktes schmiedeeisernes Kreuz.
Im Inneren wird der Kirchenraum von einem großen Saalraum geprägt, der über eine Holzbalkendecke, ein Emporenjoch und einen abgesetzten Chor verfügt. Der Hochaltar wurde als gemauerte Mensa mit einer Altarplatte aus Marmor ausgeführt. Darüber befindet sich ein hölzernes Kruzifix. Auch der vorhandene Tabernakel wurde aus Holz gefertigt. Zudem befindet sich ein modern gestalteter hölzerner Volksaltar mit hölzernem Ambo in der Kirche.